# Wilhelm Stegerer
Wilhelm Stegerer (* 28. Februar 1898 in Kareth bei Regensburg; † 23. Juli 1983 in Lappersdorf) war ein deutscher Politiker (CSU, später BP). Er war von 1950 bis 1954 Mitglied des Bayerischen Landtages.

## Leben
Stegerer besuchte die Volks- und Fortbildungsschule und wurde zum Heer eingezogen. Im Jahr 1925 zog er als Mitglied der Bayerischen Volkspartei in den Gemeinderat, welchem er bis 1933 angehörte, ein. Seit 1945 war er Bürgermeister seine Gemeinde sowie seit 1946 Mitglied des Kreistages und Fraktionsführer der CSU. Zum 1. Juni 1948 wurde er Stellvertreter des Landrates von Regensburg. 
Stegerer war vom 27. November 1950 bis zum 12. Dezember 1954 für den Stimmkreis Regensburg-Land Mitglied des Bayerischen Landtages. Zunächst war er dort von 1950 bis September 1954 Mitglied der CSU-Fraktion und September 1954 bis zum Ende der Wahlperiode Mitglied der BP-Fraktion. Im Landtag war er des Weiteren Mitglied des Ausschusses für Eingaben und Beschwerden, des Ausschusses für Besoldungsfragen, des Ausschusses für Ernährung und Landwirtschaft, des Ausschusses für Angelegenheiten der Heimatvertriebenen und Kriegsfolgegeschädigten sowie stellvertretendes Mitglied des Zwischenausschusses. 